# Carlos Ferrater Lambarri
Carlos Ferrater Lambarri (Barcelona, 22 de noviembre de 1944) es un arquitecto español. Desde 1971 trabaja en su estudio profesional en Barcelona. En el 2006 constituyó la sociedad Office of Architecture in Barcelona S.L. (OAB) con Xavier Martí, Lucía Ferrater y Borja Ferrater.
Es conocido por diferentes obras con muchos arquitectos o en solitario como Martí Galí,Bofill,  Arranz , Mangado i un largo etcétera 

## Biografía
Obtuvo el título de arquitecto por la Escuela de Arquitectura de Barcelona en enero de 1971 y el doctorado en abril de 1987 con la tesis Obra singular: proceso continuo. Desde 1971 trabaja en su estudio profesional en Barcelona. Ha sido catedrático de proyectos arquitectónicos de la Universidad Politécnica de Cataluña en la ETSAB y titular de la Cátedra Blanca.
Ha sido director de los cursos de arquitectura en la Universidad Internacional Menéndez Pelayo (Santander, 1993 y 1995) y director de la IV Bienal Española de Arquitectura y Urbanismo.

### Otros cargos
- Miembro de la Real Academia de Bellas Artes de Sant Jordi.
- Presidente de ADI FAD, INFAD y ARQ INFAD.
- Doctor honoris causa por la Universidad de Trieste (noviembre de 2005).
- Miembro del Consejo rector de la Escuela de Arquitectura de la Universidad Ramón LLull.
- Miembro del Consejo Social de la Universidad Internacional de Cataluña.

## Proyectos
Autor entre otras obras de:
- Tres manzanas en la Villa Olímpica de Barcelona (junto a Bet Figueras, entre otros arquitectos)[1][2]
- Villa Olímpica del Valle Hebrón
- Hotel Rey Juan Carlos I
- Edificio Impiva de Castellón
- Palacio de Congresos de Cataluña
- Jardín Botánico de Barcelona (junto a Bet Figueras, entre otros arquitectos)[1][2]
- Auditorio y Palacio de Congresos de Castellón
- Estación Zaragoza-Delicias
- Jardines junto a la Qubba en Granada.
- Parque de las Ciencias de Granada.
- Iglesia evangélica Unida de Terrassa (Barcelona).
- Hotel Terraverda
- Hotel INNSiDE Barcelona Aeropuerto

Actualmente (inicios del 2009) está realizando entre otras obras:
- Ciudad de las Ciencias junto al río Genil en Granada
- Varios edificios en altura: Torre WTC, Torre 22@, torre Aquileia en Venecia
- Edificios en el Paseo de Gracia de Barcelona
- Centro Cultural de Jacobins junto a la catedral de Le Mans-París
- Paseo Marítimo de Benidorm.

## Premios
- Desde el año 2000 ha recibido tres premios FAD
- Medalla de Oro al Mérito de las Bellas Artes
- Premio Bonaplata
- Premio Ciudad de Barcelona
- Premio Década.
- Ha sido finalista del Premio Mies van der Rohe
- Seleccionado en la Bienal Europea del Paisaje.
- Ha recibido el Premio Ciudad de Madrid
- Premio Nacional de Arquitectura española en 2009[3][4]
- Ha sido invitado en el Pabellón Internacional y en el Pabellón Español de la Bienal de Venecia 2004
- Ha sido seleccionado para la exposición “On Site: New Architecture in Spain” en el Museo de Arte Moderno de Nueva York.